# Norse Atlantic Airways

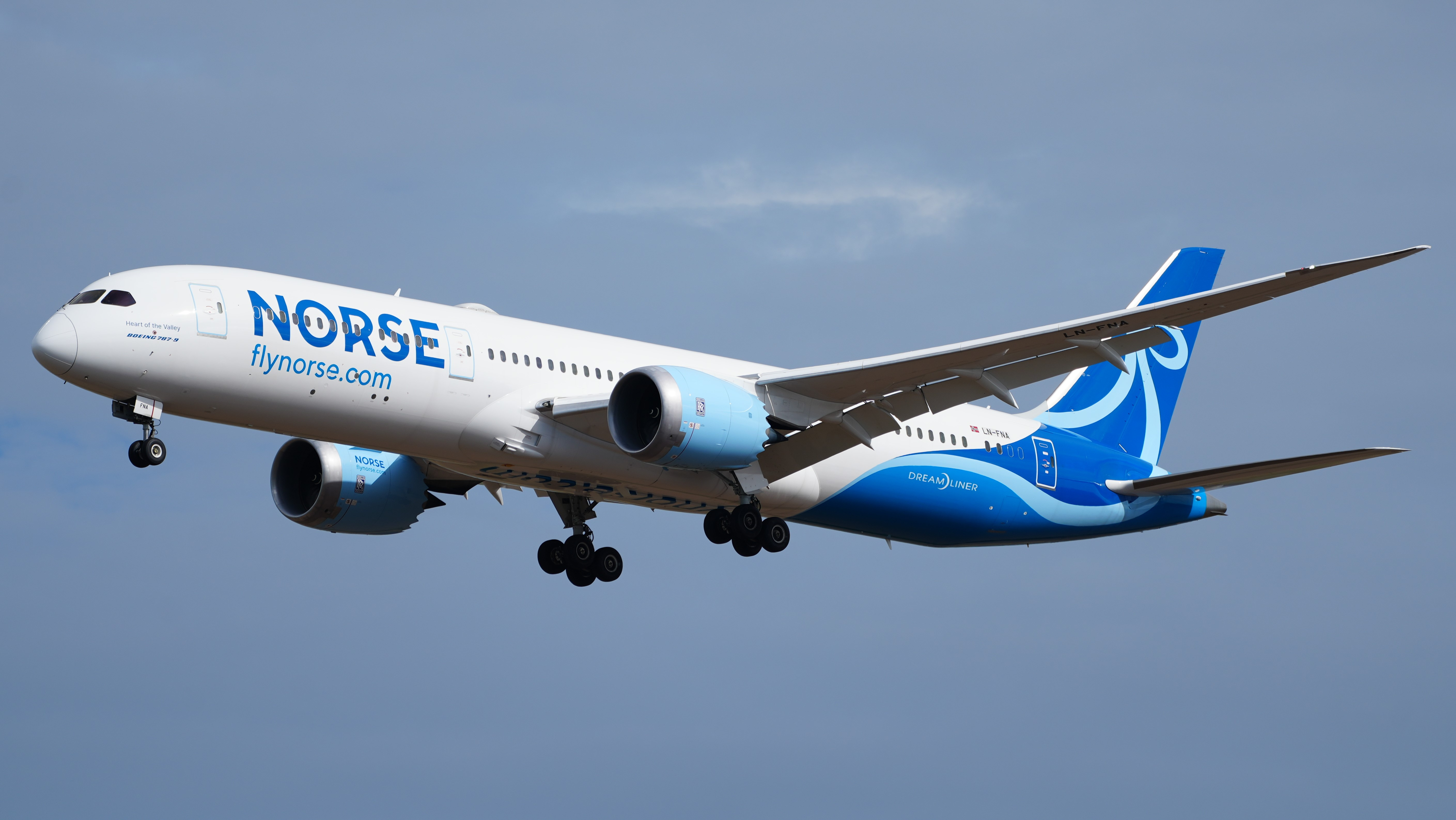
Boeing 787-9 w barwach przewoźnika

Norse Atlantic Airways – norweska tania linia lotnicza z siedzibą w Arendal. Została założona w lutym 2021, a prowadzenie operacji rozpoczęła 14 czerwca 2022 rejsem z portu lotniczego Oslo-Gardermoen do portu lotniczego Johna F. Kennedy’ego w Nowym Jorku.

## Flota
Według stanu na maj 2025 flota Norse Atlantic Airways składała się z 12 samolotów, w tym 4 operowanych przez spółkę córkę Norse Atlantic Airways UK, o średnim wieku 6,9 lat:
| Samolot                   | Samolot | Samolot   | Liczba miejsc | Liczba miejsc | Liczba miejsc | Uwagi |
| Model                     | Aktywne | Zamówione | P             | E             | Łącznie       | Uwagi |
| ------------------------- | ------- | --------- | ------------- | ------------- | ------------- | ----- |
| Boeing 787-9              | 8       | -         | 56            | 282           | 338           |       |
| Boeing 787-9              | 8       | -         | 35            | 309           | 344           |       |
| Norse Atlantic Airways UK |         |           |               |               |               |       |
| Boeing 787-9              | 4       | -         | 56            | 282           | 338           |       |
| Łącznie                   | 12      | 0         |               |               |               |       |

## Współpraca
28 lipca 2022 przewoźnik ogłosił współpracę z liniami lotniczymi EasyJet, Norwegian Air Shuttle i Spirit Airlines.